# Шала (племя)
Шаля (алб. Shala, серб. Шаља) — историческое племя и регион Северной Албании в долине реки Шаля, в высокогорье Дукаджин. Впервые Шаля была упомянута в 1634 году, и устная традиция и археология подтверждают, что предки племени иммигрировали в долину. В конце XIX века племя было католическим и имело около 3 000 членов. Сегодня потомки широко распространены в Косово.

## Этимология
По словам немецкого ученого Роберта Элси, название племени происходит от албанского слова shalës(inë), что означает «бесплодная земля». Имя Шала было впервые записано на итальянском языке в 1634 году как «Sciala». Албанские легенды рассказывают, что Шала имеет общего предка с племена Шоши и Мирдита (от трех братьев, у одного из которых было седло (алб. shalë), у второго было сито (алб. shoshë) и у третьего, у которого не было ничего (алб. mirëdita).

## География

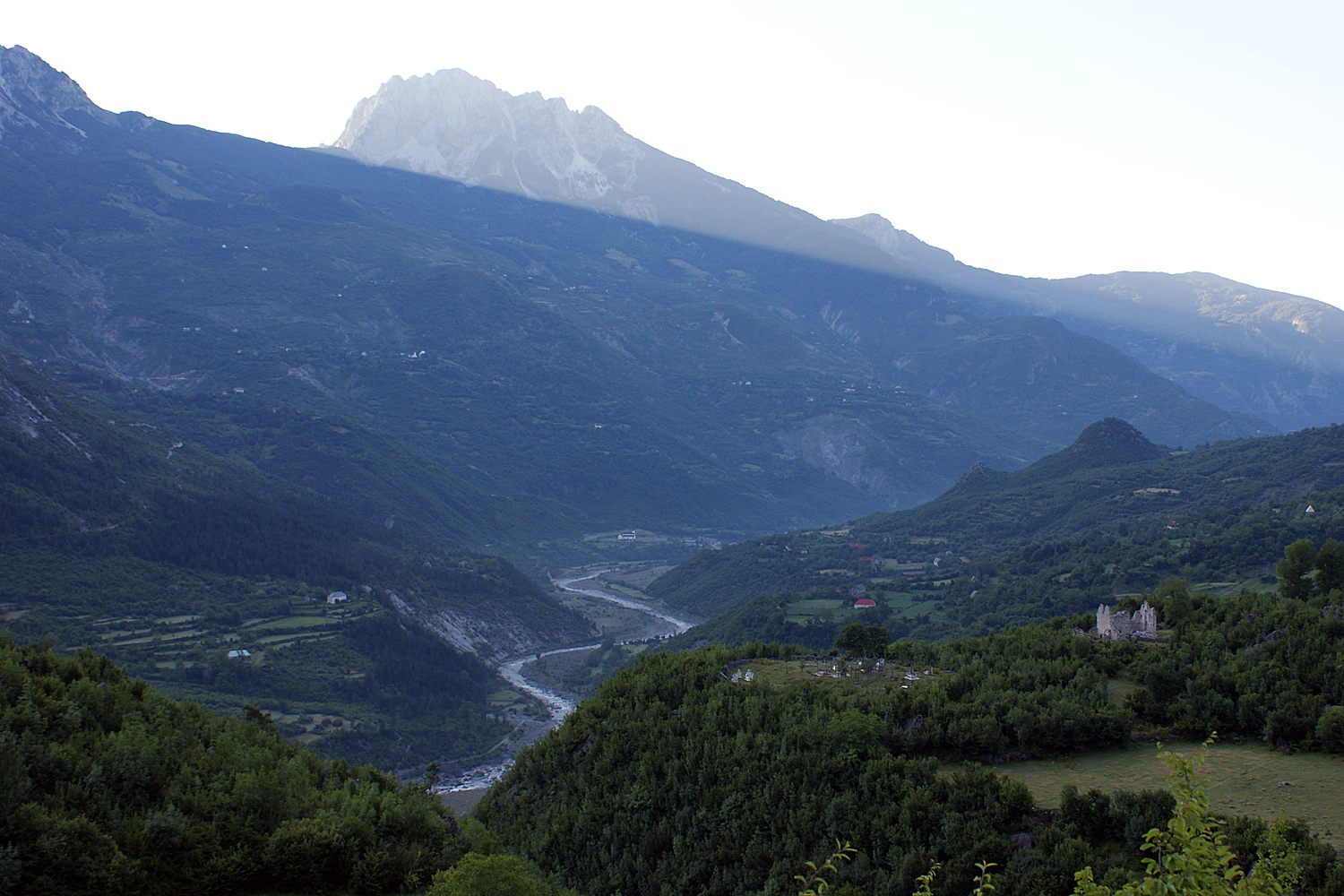
Долина реки Шала

Племенной регион расположен в северной Албании, в долине реки Шала, к северу от Дрина и к югу от Тета, в высокогорье Дукаджин.
Племя Шала делится либо на четыре байрака: Тет, Пекай, Лотай и Лекай, либо на три байрака: Шала, Гемай и Тет, причем последние два считаются самостоятельными племенами.
Начиная с последнего десятилетия XVII века область Косово и Северо-Западная Македония были заселены семьями, принадлежащими к албанским племенам. Наиболее интенсивная фаза этой миграции пришлась на период с середины XVIII века до 1840-х годов. Это привело к разделению многих племен, в том числе и Шала.
Сегодня в Косово Шала сосредоточена в основном вокруг Вучитрна, Митровицы-Косовской и Трепчи в холмистом регионе, известном как Шала-э-Байгор, причем Байгора является самым крупным из их 37 поселений. Они делятся на четыре клана: Гима, Печи, Малети (связанные с Лотай в самой Албании) и Лопчи. Есть также большое количество Шала в Иснике, Ллука-э-Эперме и Стреллч в Улете близ Дечани, в Клине и Дренице.

## История

### Происхождение

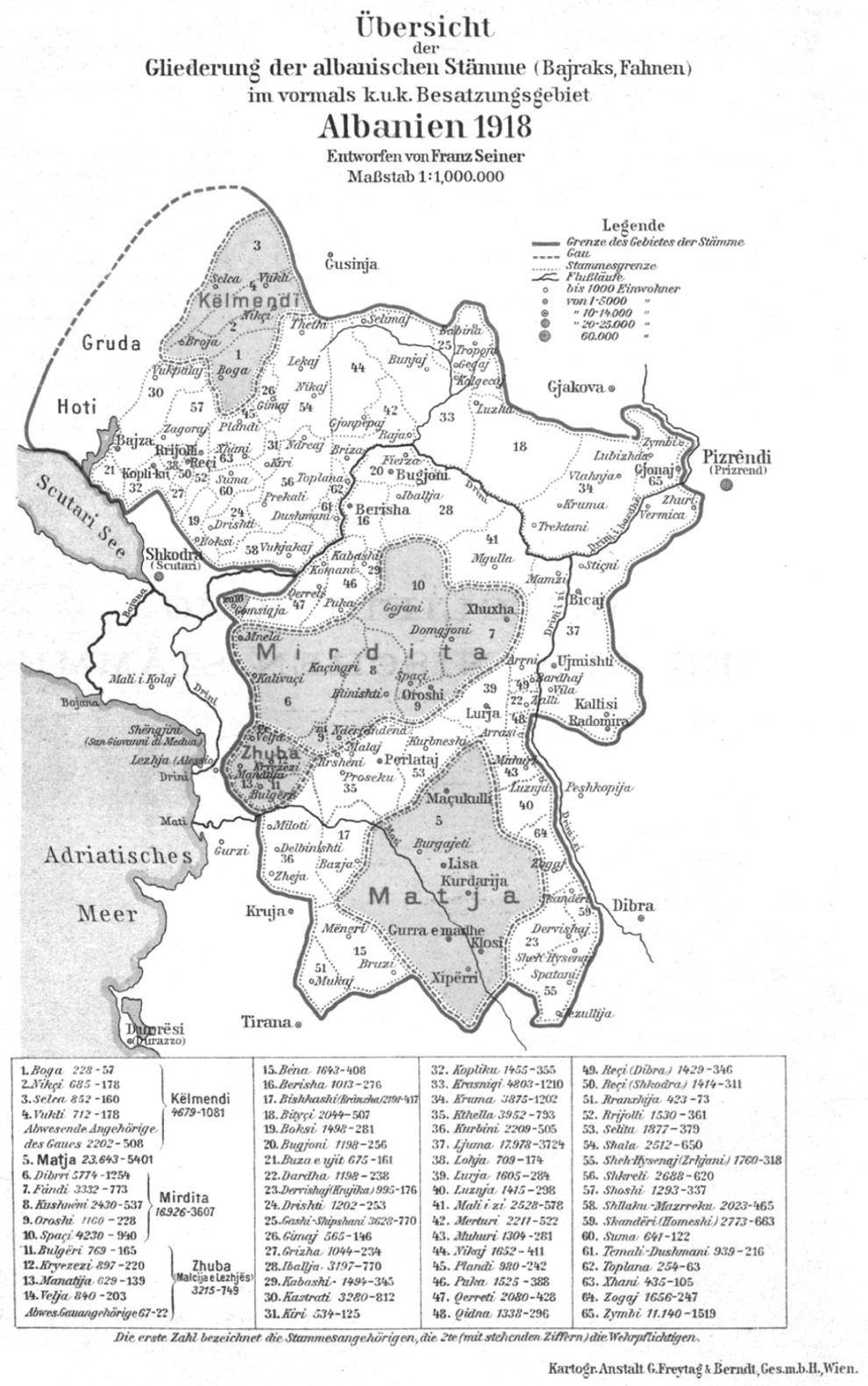
Карта племен Северной Албании в 1918 году, племя Шала под номером 54

Легендарным предком Шала был Зог Дити, а его братья Марк Дити являлся родоначальником племени Шоши, а Мир Дити — племени Мирдита. Есть и другие традиции происхождения племени. Результаты историко-археологических исследований подтверждают утверждение устных преданий о том, что предки Шалы пришли в долину несколько веков назад . Некоторые источники указывают на то, что предки Шала пришли в Албанию из области Кучи (современная Черногория), поэтому их считают родственниками кучи . Племя Шала было в конфликте с племенем Гаши, пока они не заключили мир в августе 1879 года по приказу султана . Российский ученый Ю. В. Иванова (1922—2006) проводили исследования в Северной Албании в 1956—1958, и записала от местных, что когда Шала поселились в долине, они встретили там коренных жителей «Mavriqi» из гор пука в 15-м или 17-м веке, в конечном счете, происходящих из предгорьев Pashtrik близ Призрена (Косово) в конце 14 века. Религия племени была католической, в то время как в конце 19-го века в нем насчитывалось около 3 000 членов.

### Османский период
В конце Османского периода племя Шала было исключительно католическим, и это было знаменитое албанское племя. Племя Шала утверждало, что у него было четыре байрактара (вождя) .
После Младотурецкой революции (1908) и последующего восстановления Османской конституции племя Шала дало бесу (обещание) поддержать документ и прекратить кровную вражду с другими племенами до 6 ноября.
В 1910 году вместе с некоторыми другими албанскими племенами Шала присоединилась к Албанскому восстанию 1910 года, и борьба между ними против османских войск Шевкета Тургут-паши, пытавшихся достичь Шкодера, была ожесточенной.
Во время албанского восстания 1911 года 23 июня албанские соплеменники и другие революционеры собрались в Черногории и составили Герченский меморандум, требующий албанских социально-политических и языковых прав, причем двое из подписавших его были выходцами из Шалы. В ходе последующих переговоров с османами племена были амнистированы, а правительство пообещало построить одну-две начальные школы в нахие Шала и выплатить им зарплату учителей.

### Независимая Албания

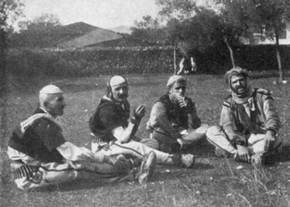
Мужчины племени Шала, фотография Эдит Дарем, до 1909 года

В 1913 году племя Шала присоединилось к черногорским войскам во время осады Скутари. Когда черногорские войска начали разоружать их после захвата города, племя Шала взбунтовалось.
В 1918 году Австро-Венгерская перепись зафиксировала 431 домашнее хозяйство и 2 512 жителей, населявших населенные пункты и окрестности Абат, Лекай, Лотай, Ненмаврик, Никай, Пекай и Тет.
В 1926 году племена Шала и Шоши вновь восстали, но это восстание было подавлено жандармами во главе с Мухарремом Байрактари и бойцами из Дибры и Мата . После Второй мировой войны коммунисты вынудили националистические силы Албании отступить в Шалу, которую они контролировали в течение 1945 и 1946 годов.

## Экономика
Члены племени Шала были очень искусны в орошении. Бранислав Нушич записал, что Шала была самым бедным племенем Албании, за небольшим исключением примерно 400 семей, которые жили в деревне Истинич, недалеко от Дечани.

## Религия

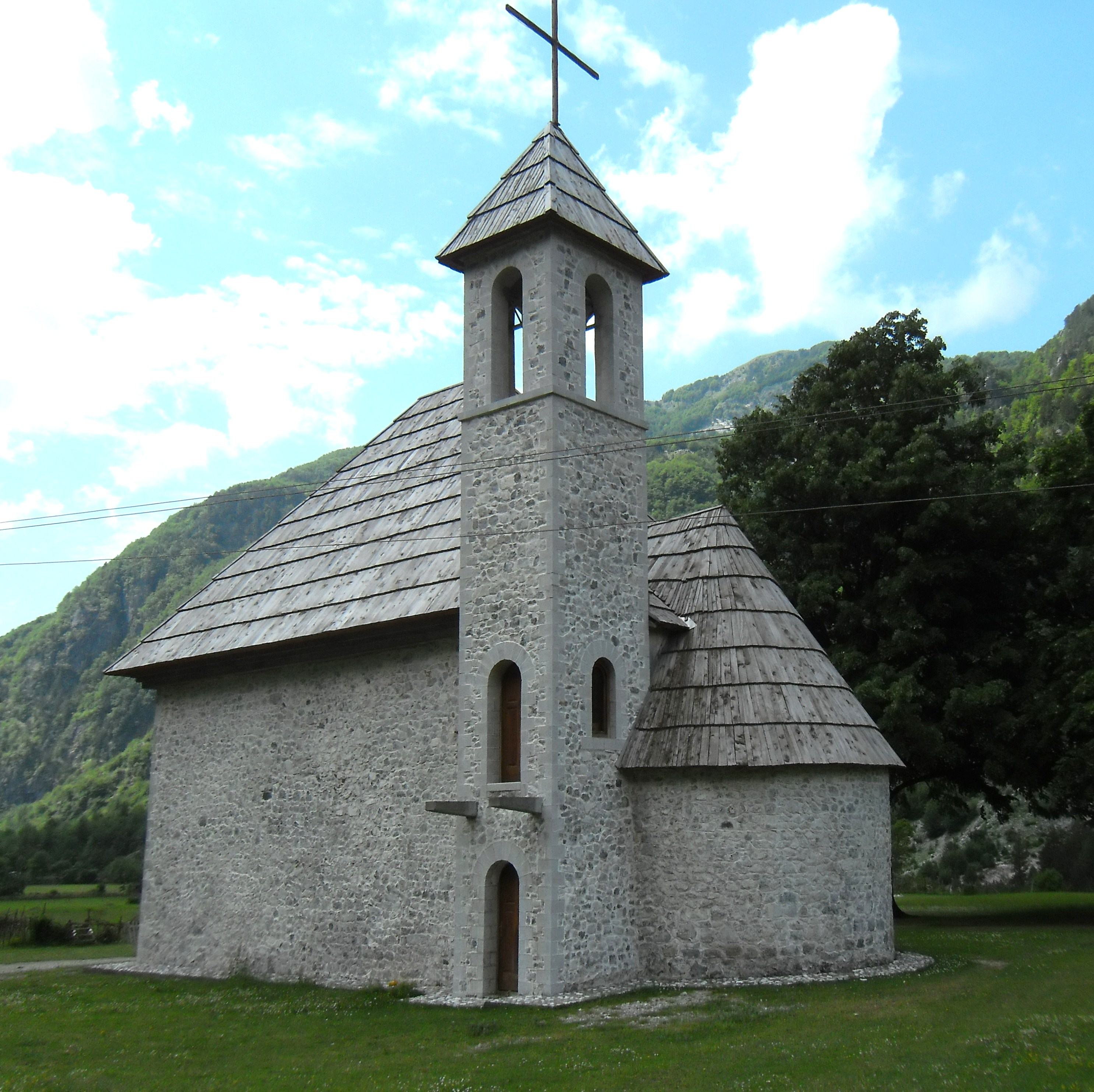
Католическая церковь в Тети

Покровителем Шалы считается святой Иоанн Богослов, чей праздник отмечался 27 декабря. Религия племени была католической, в то время как в конце 19-го века в нем насчитывалось около 3 000 членов. Потомки этого племени в Косово сегодня являются мусульманами.

## Известные люди
- Иса Болетини (1864—1916), албанский революционер и националист
- Ндок Гелоши (1893—1943), албанский офицер
- Мехмет Шпенди (1851—1915), албанский националист и партизан.